# Национальный доход
Национа́льный дохо́д (НД, англ. national income, NI) — валовый доход, созданный (заработанный) в результате использования принадлежащих государству ресурсов как внутри страны, так и за границей.

## Определение
Согласно К. Р. Макконнеллу и С. Л. Брю национальный доход — общий доход, полученный поставщиками ресурсов за их вклад в производство ВНП, равен ВНП за минусом недоходных отчислений. Национальный доход — валовый доход, созданный (заработанный) в результате использования принадлежащих государству ресурсов как внутри страны, так и за границей. Величина национального дохода равна ЧВП за минусом чистого объёма продукции (заработанного чистого дохода), произведенный в результате использования принадлежащих иностранцам ресурсов на территории государства. Национальный доход — показатель того, во сколько обходится обществу его национальный продукт, сумма доходов в виде оплаты труда работников, ренты, процентов, а также доходы от собственности и корпоративные прибыли.

## Содержание национального дохода
Национальный доход складывается из:
- заработной платы рабочих и служащих;
- дополнительных выплат;
- рентных доходов;
- чистого процента по потребительским кредитам;
- прибылей корпораций;
- чистого дохода собственников.

Национальный доход определяется по формулам:
- НД = ЛД + взносы на социальное страхование + прибыль корпораций — дивиденды — трансфертные платежи — проценты, выплаченные государством по ценным бумагам + проценты, выплаченные домохозяйствами
- НД = ЧНП — чистые косвенные налоги на бизнес